# Крутец (Колышлейский район)
Крутец — село в составе Телегинского сельского поселения Колышлейского района Пензенской области России.

## География
Расположено в 28 км к северу-северо-востоку от районного центра.

## История
Поселено в середине XVIII века полковником И. И. Аленевым на правом берегу речки Крутец. Около 1780 года наследники Аленева продали имение В. Я. Болдыреву

## Население
| 1747  | 1790 | 1877 | 1897 | 1911 | 1926  | 1930  |
| ----- | ---- | ---- | ---- | ---- | ----- | ----- |
| 130   | ↗407 | ↗650 | ↗850 | ↗882 | ↗1302 | ↗1303 |
| 1939  | 1959 | 1979 | 1989 | 1996 | 2002  | 2010  |
| ↘1186 | ↘657 | ↗993 | ↘963 | ↘924 | ↘868  | ↘748  |

К 1 января 2004 года в селе насчитывалось 346 хозяйств где проживало 848 жителей.

## Экономика
Является центральной усадьбой сельскохозяйственного товарищества имени Ильича на базе одноимённого совхоза.

## Транспорт
С селом существует автобусное сообщение с Пензой и районным центром.